# Sant Miquel de Montadó
Sant Miquel de Montadó és una altra església, a més de la parroquial de Santa Anna, situada en el poble de Montadó, de l'antic terme de Benavent de la Conca, integrat actualment en el d'Isona i Conca Dellà.
Només se'n conserven unes filades i uns munts de pedres, que tot just permeten endevinar-ne el perímetre.
No se'n coneix documentació suficient per aportar-ne dades. De tota manera, per la seva advocació a sant Miquel, sembla associada a una construcció defensiva, potser situada en aquest indret. Podria tractar-se de l'origen de la parròquia, més endavant, i en una altra església, dedicada a santa Anna, com hem dit anteriorment (la devoció a santa Anna és força més moderna que la de sant Miquel).